# 金卡納
金卡納（Gymkhana），或稱金卡那，賽車運動的一種，不論場地或是車輛方面都不需要很高的門檻，屬於非常平民化的賽車活動。
而Gymkhana的語源來自印度，原指馬術中的障礙賽。

## 金卡納的基本規則
在金卡納比賽中，並沒有需要特定的賽道，是在一空地上置放一定數量的路錐，而選手們則要依照主辦單位在比賽前最後一刻所公佈的路線來繞行，比賽誰能最快完成。若是在繞行過程中出現擦撞或撞倒路錐，或是記錯路線而未依規定路徑行駛，則會遭受罰秒或甚至取消該回成績的處罰。

## 金卡納的特點
- 入門門檻低，場地或車輛的需求都不高。
  - 場地方面，路面材質並無規定，而因為是以路錐架構出賽道，所需的範圍也小，一個網球場的空間有時就很夠用了。
  - 車輛方面，由於金卡納的主要訴求是技巧，為了降低車輛改裝間的差距，有時會有讓秒的規則。有時主辦單位也可能統一提供車輛，連車都不用準備(例如金卡納國際大獎賽即是)。省去了車手在車輛上面改裝或運輸上的開銷。
- 過程中不但有複雜的繞行，也可能會有短暫的直線衝刺，其他賽車所要用的技巧金卡納也都用得到。
- 一種路錐的擺放方式，可以有非常多種繞行路線。而一般而言都是在比賽前最後一刻主辦單位才會公佈路線，在這之前所有的車手就算看到場中的路錐也不知道比賽的路線。不但考驗車手的技巧，也考驗著車手的記憶力，以及臨場要迅速規劃出駕駛方式的決斷能力。

## 國際金卡納大獎賽

### 第一屆國際金卡納大獎賽
主辦方為台灣，於2005年11月12、13日於台北市的松山菸廠舉行。
- 參賽團隊有：香港、印度、印尼、日本、韓國、澳門、菲律賓、新加坡、斯里蘭卡、台灣。
  - 12日為國際車手對抗賽

前三名為 山野哲也(Tetsuya Yamano，日本)，西原正樹(Masaki Nishihara，日本)，安東卡勞(Juan Carlos Anton，菲律賓)
- - 13日為國家車隊對抗賽

前三名為 日本代表隊，印度代表隊，台灣代表隊

### 第二屆國際金卡納大獎賽
預定2006年由印尼主辦。